# Castela calcicola
Castela calcicola là một loài thực vật có hoa trong họ Thanh thất. Loài này được (Britton & Rose) Ekman ex Urb. mô tả khoa học đầu tiên năm 1924.